# Lilli Tagger
Lilli Tagger (Lienz, 17 febbraio 2008) è una tennista austriaca.

## Biografia
Ha raggiunto il suo miglior piazzamento in singolare il 19 maggio 2025, con la 506ª posizione mondiale. Ha vinto la finale del singolare ragazze all'Open di Francia del 2025. 
 Gioca con il rovescio a una mano.

## Carriera junior
Nata a Lienz, si trasferisce a Varese, vicino a Milano, in Italia, formandosi presso l'accademia di Francesca Schiavone.

A luglio 2024, si è qualificata per il singolare ragazze di Wimbledon con una vittoria su Ksenia Efremova in un tie-break di [10-6].
Ha raggiunto i quarti di finale battendo Mingge Xu nel singolare ragazze dell'Australian Open 2025, dove ha perso contro l'australiana Emerson Jones.
All'Open di Francia del 2025, Francesca Schiavone entra a far parte del suo staff.
Qui Tagger raggiunge le semifinali del singolare ragazze battendo la testa di serie numero 12 Julia Stusek. Così facendo, diventa la prima giocatrice austriaca a raggiungere le semifinali di un Grand Slam Junior da Tamira Paszek nel 2006. In semifinale affronta nuovamente Emerson Jones, vincendo per 3 set, prima di sconfiggere anche la britannica Hannah Klugman per 3 set, perdendo solo due game in finale.
Nel doppio femminile ha giocato insieme alla slovacca Mia Pohánková raggiungendo le semifinali prima di affrontare la coppia tedesca formata da Sonja Zhenikhova ed Eva Bennemann.

## Carriera professionale
Nel novembre del 2023 ha raggiunto la sua prima finale del tour ITF, a Sharm-el-Sheik. Nel luglio 2024 ha vinto il suo primo titolo di doppio del tour ITF a Viserba, in Italia, giocando insieme all'italiana Anastasia Bertacchi, sconfiggendo in finale Francesca Pace e Inès Ibbou.
Nel dicembre 2024, ha giocato il suo primo torneo del WTA Tour a Limoges, dove ha vinto al primo turno contro la numero 159 del mondo Victoria Jiménez Kasintseva.

## Statistiche ITF

### Singolare

#### Vittorie (1)
| Torneo $100.000 (0) |
| Torneo $60.000 (0)  |
| Torneo $40.000 (0)  |
| Torneo $25.000 (1)  |
| Torneo $15.000 (0)  |

| N. | Data          | Torneo                  | Superficie  | Avversaria in finale | Punteggio   |
| 1. | 29 marzo 2025 | Terrassa Open, Terrassa | Terra rossa | Loïs Boisson         | 7-6(4), 6-3 |

#### Sconfitte (1)
| Torneo $100.000 (0) |
| Torneo $60.000 (1)  |
| Torneo $40.000 (0)  |
| Torneo $25.000 (0)  |
| Torneo $15.000 (0)  |

| N. | Data           | Torneo                           | Superficie  | Avversaria in finale | Punteggio |
| 1. | 10 agosto 2025 | Ladies Open Amstetten, Amstetten | Terra rossa | Sinja Kraus          | 2-6, 4-6  |

### Doppio

#### Vittorie (1)
| Torneo $100.000 (0) |
| Torneo $60.000 (0)  |
| Torneo $40.000 (0)  |
| Torneo $25.000 (0)  |
| Torneo $15.000 (1)  |

| N. | Data           | Torneo              | Superficie  | Compagna            | Avversarie in finale      | Punteggio        |
| 1. | 27 luglio 2024 | Rimini Cup, Viserba | Terra rossa | Anastasia Bertacchi | Inès Ibbou Francesca Pace | 6-0, 2-6, [10–5] |

## Grand Slam Junior

### Doppio

#### Vittorie (1)
| Tornei del Grande Slam  |
| ----------------------- |
| Australian Open (0)     |
| Open di Francia (1)     |
| Torneo di Wimbledon (0) |
| US Open (0)             |

| N. | Data          | Torneo                  | Superficie  | Avversaria in finale | Punteggio |
| 1. | 9 giugno 2025 | Open di Francia, Parigi | Terra rossa | Hannah Klugman       | 6-2, 6-0  |